# Joniškis
Joniškis est une ville de l'apskritis de Šiauliai, chef-lieu de la municipalité du district de Joniškis, en Lituanie.

## Histoire
Au cours de la Seconde Guerre mondiale, la communauté juive de la ville est assassinée par un Einsatzgruppen composé d'allemands, de policiers locaux et de nationalistes lituaniens. 493 juifs sont massacrés dans une exécution de masse dans la forêt voisine de Vilkiaušis.

## Personnalités liées à la ville
- Sofija Kymantaitė-Čiurlionienė, écrivaine, y est née en 1886.
- Laurence Harvey, acteur britannique, de son vrai nom Zvi Mosheh Skikne y est né en 1928.